# 186
186 (CLXXXVI) var ett normalår som började en lördag i den julianska kalendern.

## Händelser

### Okänt datum
- Bönder i Gallien inleder ett uppror under Maternus mot höga skatter.

## Avlidna
- Sankt Apollonius, kristen martyr